# Вършец (община)
Община Вършец се намира в Северозападна България и е една от съставните общини на област Монтана.

## География

### Географско положение, граници, големина
Общината е разположена в югоизточната част на област Монтана. С площта си от 240,112 km2 заема 8-о място сред 11-те общините на областта, което съставлява 6,6% от територията на областта. Границите ѝ са следните:
- на запад и северозапад – община Берковица;
- на север – община Криводол, област Враца;
- на изток – община Враца, област Враца;
- на юг – община Своге, Софийска област.

### Природни ресурси

#### Релеф
Релефът на общината е средно, ниско планински и хълмист, като територията ѝ изцяло попада в пределите на Западна Стара планина и Западния Предбалкан.
Южната и източната половина на общината се заемат от склоновете на две планини, части от Западна Стара планина. В южната половина се простира северната част на планината Козница с нейния първенец връх Тодорини кукли (1785 m), разположен на границата с община Берковица, а източната ѝ половина се заема от крайните северозападни части на Врачанска планина. Нейната максимална височина в пределите на общината – връх Стрешеро (1215 m) се издига източно от село Горно Озирово, на границата с Община Враца.
На север от Козница и на запад от Врачанска планина на около 350 – 500 m н.в. е разположена Вършецката котловина, която структурно принадлежи към Западния Предбалкан. Котловината е широко отворена на североизток, като в тази посока е и нейният наклон. По цялото ѝ протежение протича река Ботуня. Към Западния Предбалкан се отнася и хълмистият и нископланински район разположен северно и северозападно от котловината, известен под името Замфировска хълмиста област. Нейната максимална височина – Драганички връх (638,5 m) се намира западно от село Черкаски.
Минималната височина на община Вършец се намира северно от село Стояново, в коритото на река Ботуня – 228 m н.в.

#### Води
Основна водна артерия на община Вършец е река Ботуня, която протича през нея с цялото си горно течение. Тя води началото си от източното подножие на връх Тодорини кукли и се насочва на североизток, като протича в дълбока и залесена долина. Югозападно от град Вършец навлиза във Вършецката котловина, преминава през общинския център, пресича надлъжно цялата котловина и северно от село Стояново напуска общината. В нея отляво и отдясно се вливат малки и къси реки водещи началото си от околните планини и хълмистата област, заграждащи котловината.

#### Климат
Климатът в района на община Вършец е умерено континентален и е под влиянието на западните и северозападните ветрове, с характерните черти на умерено-континенталната климатична област и на тази на високите котловинни полета. Съчетанието на предбалканските хълмове с речните долини придава специфичния физикогеографски облик на общината, отнасящ се към Севернобългарската подобласт на умерено-континенталната климатична област. Характеризира се със студена зима, горещо лято, прохладна пролет и есен. Средномесечната януарска температура е – 2,1 °C, средномесечната юлска температура е 22 °C, а средногодишната температура достига 11 °C, като са характерни големи температурни амплитуди. На юг в планинските части температурните амплитуди намаляват. Валежите са от дъжд и сняг, като годишната сума е 953 мм/м2 с максимум през месеците май и юни, а минимум през януари и февруари. Сезонното разпределение на валежите е неравномерно, като най-много са валежите през лятото. Средният брой на дните без валежи е малък, а снежната покривка се задържа средно 60 дни през годината. Скоростта на вятъра е 1,1 м/сек. Главно поради това величината на охлаждане е много малка. Поради малката си скорост той влияе освежаващо и пречиства въздуха, който в община Вършец е умерено влажен.

## Население

### Населени места
Общината има 10 населени места с общо население 6927 жители към 7 септември 2021 г.
| Населено място                                                          | Преброяване (от септември 2021) | По настоящ адрес (ГРАО от 15 септември 2024) | Площ (km²) | Гъстота (д/km²) |
| ----------------------------------------------------------------------- | ------------------------------- | -------------------------------------------- | ---------- | --------------- |
| Вършец                                                                  | 5465                            | 5661                                         | 81,96      | 69.07           |
| Горна Бела речка                                                        | 55                              | 46                                           | 19,975     | 2.3             |
| Горно Озирово                                                           | 233                             | 218                                          | 43,666     | 4.99            |
| Долна Бела речка                                                        | 105                             | 94                                           | 15,159     | 6.2             |
| Долно Озирово                                                           | 333                             | 362                                          | 14,892     | 24.31           |
| Драганица                                                               | 170                             | 134                                          | 16,948     | 7.91            |
| Клисурски манастир                                                      | 10                              | 13                                           | –          | -               |
| Спанчевци                                                               | 296                             | 342                                          | 17,335     | 19.73           |
| Стояново (Сердар чифлик, Сердар, Стоян Лилково)                         | 75                              | 42                                           | 7,145      | 5.88            |
| Черкаски (Хаджийска махала)                                             | 185                             | 176                                          | 23,032     | 7.64            |
| Общо за общината:                                                       | 6927                            | 7088                                         | 240,11     | 29.52           |
| Населените места с кмет са със зелен фон, а тези без кметство – с жълт. |                                 |                                              |            |                 |

### Население (1934 – 2021)
| Община Вършец                                 | Община Вършец | Община Вършец | Община Вършец | Община Вършец | Община Вършец | Община Вършец | Община Вършец | Община Вършец | Община Вършец | Община Вършец | Община Вършец |
| --------------------------------------------- | ------------- | ------------- | ------------- | ------------- | ------------- | ------------- | ------------- | ------------- | ------------- | ------------- | ------------- |
| Година                                        | 1934          | 1946          | 1956          | 1965          | 1975          | 1985          | 1992          | 2001          | 2011          | 2021          |               |
| Население                                     | 11728         | 12692         | 12743         | 11654         | 12119         | 11481         | 11066         | 9870          | 8203          | 6927          |               |
| Източници: Национален Статистически Институт, |               |               |               |               |               |               |               |               |               |               |               |

### Население по възрастови групи
| Население по възрастови групи към септември 2021 година | Население по възрастови групи към септември 2021 година | Население по възрастови групи към септември 2021 година | Население по възрастови групи към септември 2021 година | Население по възрастови групи към септември 2021 година | Население по възрастови групи към септември 2021 година | Население по възрастови групи към септември 2021 година | Население по възрастови групи към септември 2021 година | Население по възрастови групи към септември 2021 година | Население по възрастови групи към септември 2021 година | Население по възрастови групи към септември 2021 година | Население по възрастови групи към септември 2021 година | Население по възрастови групи към септември 2021 година | Население по възрастови групи към септември 2021 година | Население по възрастови групи към септември 2021 година | Население по възрастови групи към септември 2021 година | Население по възрастови групи към септември 2021 година | Население по възрастови групи към септември 2021 година | Население по възрастови групи към септември 2021 година |
| ------------------------------------------------------- | ------------------------------------------------------- | ------------------------------------------------------- | ------------------------------------------------------- | ------------------------------------------------------- | ------------------------------------------------------- | ------------------------------------------------------- | ------------------------------------------------------- | ------------------------------------------------------- | ------------------------------------------------------- | ------------------------------------------------------- | ------------------------------------------------------- | ------------------------------------------------------- | ------------------------------------------------------- | ------------------------------------------------------- | ------------------------------------------------------- | ------------------------------------------------------- | ------------------------------------------------------- | ------------------------------------------------------- |
| Общо                                                    | 0 – 4                                                   | 5 – 9                                                   | 10 – 14                                                 | 15 – 19                                                 | 20 – 24                                                 | 25 – 29                                                 | 30 – 34                                                 | 35 – 39                                                 | 40 – 44                                                 | 45 – 49                                                 | 50 – 54                                                 | 55 – 59                                                 | 60 – 64                                                 | 65 – 69                                                 | 70 – 74                                                 | 75 – 79                                                 | 80 – 84                                                 | 85+                                                     |
| 6927                                                    | 294                                                     | 384                                                     | 397                                                     | 301                                                     | 317                                                     | 306                                                     | 374                                                     | 316                                                     | 338                                                     | 425                                                     | 548                                                     | 488                                                     | 490                                                     | 489                                                     | 550                                                     | 445                                                     | 287                                                     | 178                                                     |

### Етнически състав
| Етноси в община Вършец (2011) | Етноси в община Вършец (2011) | Етноси в община Вършец (2011) | Етноси в община Вършец (2011) | Етноси в община Вършец (2011) |
| ----------------------------- | ----------------------------- | ----------------------------- | ----------------------------- | ----------------------------- |
| Етническа група               |                               |                               | процент                       |                               |
| българи                       | българи                       |                               | 81.96%                        | 81.96%                        |
| цигани                        | цигани                        |                               | 17.42%                        | 17.42%                        |
| турци                         | турци                         |                               | 0.05%                         | 0.05%                         |
| други и неопределени          | други и неопределени          |                               | 0.57%                         | 0.57%                         |

Етническа група от общо 7738 самоопределили се (към 2011 година):
- българи: 6342
- турци: 4
- цигани: 1348
- други: 18
- неопределени: 26

## Административно-териториални промени
- Указ № 691/обн. 15.12.1922 г. – признава Клисурския манастир за отделно населено място – ман.с. Клисурски манастир;
- МЗ № 2820/обн. 14.08.1934 г. – преименува с. Сердар чифлик на с. Сердар;

– преименува с. Хаджийска махала (Хаджи махла) на с. Черкаски;
- Указ № 47/обн. 09.02.1951 г. – преименува с. Сердар на с. Стоян Лилково;
- Указ № 334/обн. 13.07.1951 г. – преименува с. Стоян Лилково на с. Стояново;
- Указ № 5/обн. 8 януари 1963 г. – заличава с. Заножене и го присъединява като квартал на с. Вършец;
- Указ № 546/обн. 15.09.1964 г. – признава с. Вършец за гр. Вършец;

## Транспорт
През общината преминават частично 3 пътя от Републиканската пътна мрежа на България с обща дължина 32,5 km:
- участък от 19,2 km от Републикански път III-162 (от km 13,8 до km 33,0);
- последният участък от 11 km от Републикански път III-812 (от km 6 до km 17,0);
- началният участък от 2,3 km от Републикански път III-1621 (от km 0 до km 2,3).

## Топографска карта
- Лист от карта K-34-35. Мащаб: 1 : 100 000.